# مقاطعة ألكورن (ميسيسيبي)
مقاطعة ألكورن هي مقاطعة في مسيسيبي، بلغ عدد سكانها 37٬057  نسمة، في 2010، عاصمتها كورينث، تبلغ مساحتها 1٬039 كيلومتر مربع.

## الموقع
تشترك في الحدود مع:
- مقاطعة منيري (تينيسي)
- مقاطعة برنتيس (ميسيسيبي).

## التقسيمات الإدارية
- كورينث.